# 遼花
遼花（はるか、1996年8月8日 - ）は、日本の女優、タレントである。
埼玉県出身。元シーアンドティー（キャロット）所属。

## 略歴
- 2003年、日産自動車のCMでデビュー。
- 2004年、『ポンキッキーズ21』に「シスターラビッツ」としてレギュラー出演。
- 2006年8月、『トリプル・キッチン』でドラマ初出演。同年9月、コマーシャルソング『たらこ・たらこ・たらこ』を歌う2人組、「キグルミ」として歌手デビュー。翌年6月、キグルミを卒業。今後は学業に専念しながら芸能活動を継続していくとコメントした[1]。
- 2010年11月、『レオニー』で、声優に初挑戦。
- 2023年8月26日の『24時間テレビ 「愛は地球を救う」』に出演。現在は放送業界の会社員として海外ドラマの調達や交渉を行なっていると明かした。[2]

## 人物
- 趣味は、映画鑑賞。特技は、英会話とタップダンス。
- 2008年から、父親の仕事の都合により、アメリカ・カリフォルニア州で暮らしている。その為、現在はハリウッドで芸能活動をしている。

## 出演
個人活動のみを記載。キグルミとしての出演は、キグルミの項目をご覧下さい。

### テレビドラマ
- 積水ハウスドラマスペシャル トリプル・キッチン（2006年8月、TBS）- 今泉桃香 役
- CHANGE （2008年5月 - 7月、フジテレビ）

### バラエティ
- ポンキッキーズ21（2004年 - 2005年、フジテレビ）- シスターラビッツ・ハルカ
- ワールドエンタメサテライト（2006年、テレビ東京）- レポーター
- あの事件はどうなった?解決!マヨネーズ!!（2011年4月13日、日本テレビ）
- 爆報! THE フライデー（2012年11月2日、TBS）
- 有吉ジャポン（2013年9月28日、TBS）
- 芸能人今でもスゴい!懐かしの100人すべて見せます生放送スペシャル!（2014年1月7日、フジテレビ）

### CM
- 日産自動車 70th-II 除菌イオンエアコン篇（2003年 - 2004年）
- デル・プラド「エンジョイ小学校英語」（2004年）
- ホテルエミオン東京ベイ（2005年）
- イーオン・イースト・ジャパン「英会話イーオン」100人100色の英会話篇（2006年）
- リンナイ「DELICIA」誕生篇（2007年 - 2010年）
- ロウズ・カンパニー Lowe's Companies（2015年）

### 映画
- レオニー（2010年11月、角川）- アイリス・ギルモア 役（声の出演）

### DVD
- イーオンキッズ（2006年）
- キロロあやののあそびうた（2007年、HiHiRecords）

### スチール
- CASIO デジタルカメラ パンフレットモデル（2003年）
- Merck カタログ（2011年）

### Web
- イーオンキッズ（2006年）
- Angie Lee Photography（2009年）

## 作品
キグルミとしての作品は、キグルミの項目を参照されたい。